# Chameleon Twist
Chameleon Twist es un videojuego de plataformas de aspecto infantil lanzado para Nintendo 64 en 1997. El protagonista del juego es un camaleón llamado Davy quien sigue a un conejo dentro de un mágico agujero encontrando en él una extraña nueva tierra adoptando repentinamente una forma humana al entrar en el mundo. Fue uno de los primeros juegos en salir después del lanzamiento de la consola. Respecto a la calidad gráfica y sonora no consiguió exprimir el potencial de la consola. El juego tiene una secuela, Chameleon Twist 2, que salió en 1999. 

## Sistema de Juego
Como plataformas que trata sigue la pauta que de muchos juegos 3d de la época. Es una exploración lineal en el cual tendremos que seguir el camino prefijado sorteando los obstáculos mediante saltos entre plataformas o con la ayuda de la lengua evitando o venciendo a los enemigos que salgan al paso.
La mayor característica innovadora de Chamaleon Twist es la física de la lengua. 
La lengua podrá ser utilizada como:
- Ataque, ya que podremos atacar a los enemigos los cuales utilizaremos de bala contra los enemigos o los objetos del escenario.
- Ayuda de salto, ya que podremos utilizarlo de pértiga para llegar a escenarios más alto incluso podremos realizar un breve balanceo, como pértiga, para llegar más lejo.
- Gancho o polea, podremos llegar a sitios lejanos tocando ciertas superficies, convenientemente puestas en cada nivel. Al tocar un palo de madera seremos desplazados hacia la nueva plataforma. Además, cuando estemos enganchado a un palo podremos rotar respecto a él para llegar a lugares todavía más lejanos.

Respecto al uso de los accesorios de la consola, se puede utilizar el Rumble Pak pero no se puede utilizar la Controller Pak ya que incluye una batería propia para guardar los avances.

## Los personajes
Además del conejo que nos ayudará en el juego, hay cuatro camaleones a nuestra disposición:
- Davy: es el camaleón protagonista de la aventura y es de color azul.
- Jack: es el camaleón de color verde.
- Fred: es el camaleón de color naranja.
- Linda: es la única camaleón hembra del juego y es de color rosa.

## Modos de juego
Además de la opción de configuración, hay cuatro modos de juego principales.

### Modo historia
En este modo, eligiendo a uno de los cuatro camaleones, nos desplazaremos a través de los mundos. Durante la aventura podremos recoger ítems como coronas o corazones. Los corazones nos aumentan la vida en un corazón excepto los de corazón naranja que nos suben toda la vida. 
Los mundos se dividen en:
- Jungle Land. Es el primer mundo donde aprenderemos a utilizar los movimientos de nuestro camaleón. Podremos recoger 25 coronas en este mundo. Los enemigos en este mundo son los puercoespines y las arañas. Este mundo se divide en una zona de jungla y otra de una mina, donde nos desplazaremos siguiendo las vías de un raíl. El enemigo al final de la fase es un gorila gigante, que nos lanzará grandes rocas, al cual tendremos que vencer lanzándole los enemigos que salen alrededor. Cuando acabemos este mundo podremos ir al Ant Land y a Bomb Land.
- Ant Land. Podremos recoger hasta un máximo de 25 coronas. Los enemigos en este mundo son distintas clases de hormigas siendo el jefe final la hormiga reina la cual utiliza su cola como ataque rotando sobre sí misma. Para vencerla, tendremos que aprovechar el poste y mediante nuestra rotación le haremos una zancadilla para tumbarla boca abajo y, a continuación, rematarla lanzándole a las hormigas de alrededor.
- Bomb Land. En este mundo se encuentran un total de 25 coronas. Este mundo está formado por dos clases de enemigos. Uno son unos cohetes que nos perseguirán atacándonos desde el aire mientras que los otros son unas bombas que sólo podremos eliminar lanzándole enemigos. En este mundo, la mecánica se basa en destruir rocas del escenario, utilizando los enemigos, para alcanzar otras zonas. El enemigo final es un ciempiés que nos va colocando bombas las cuales utilizaremos para dañarla y hacerla cada vez más pequeña aunque se hará más rápida.

Tras pasarte Bomb Land o And Land, puedes acceder a los mundos Desert Castle y Kids Land. 
- Desert Castle. En este mundo que se desarrolla en un desierto, podremos recolectar 24 coronas. Además del ataque de los buitres, espinas y de arenas movedizas. Al final del mundo, tendremos que enfrentarnos a un armadillo el cual nos atacará rodando y cayendo encima nuestro.
- Kids Land. Se encuentran 23 coronas repartidas en este mundo. Nos moveremos a través de plataformas de galleta y chococalate enfrentándonos contra caramelos y galletas. En este mundo premia ante todo el desplazamiento como el gancho y la rotación. Como enemigo final de mundo nos encontraremos con una tarta gigante controlado por cuatro enemigos que nos atacará lanzándonos fresas explosivas. Para vencer a este enemigo tendremos que tragarnos cada uno de los cuatro enemigos que controla la tarta.

Tras pasarte Desert Castle o Kids Land, puedes acceder al último mundo, Ghost Castle. 
- Ghost Castle. El último de todos los mundos. Nada más empezar este mundo, si tenemos más de 50 coronas, podremos abrir una puerta que se encuentra a la derecha de esta sala podremos jugar a un minijuego que consiste en un billar utilizando nuestra lengua como si fuera el palo de billar.

El tamaño y longitud de los mundos no es muy largo por lo que este modo es algo corto.
El juego no utiliza el memory pack para guardar los datos ya que se guardan los datos en la propia memoria que lleva. En cualquier momento podremos cargar la partida entrando en la opción Load Game. 

### Modo batalla
Es un modo el cual puden participar 2, 3 o hasta 4 jugadores. 
Hay dos modalidades, cada uno con cuatro arenas, dentro de este modo que son:
- Supervivencia. Consiste en lanzar fuera a tu rival del escenario utilizando bien tu cuerpo, la lengua o bien los objetos y enemigos que hay en el escenario. También existen ítems fuera del escenario que puedes capturar con tu lengua que, entre otros efectos, aumentan o disminuyen el tamaño del personaje.
- Contrarreloj. Consiste en obligar al contrario a permanecer más tiempo fuera del escenario utilizando los objetos del escenario. Al final del tiempo, aproximadamente un minuto, quien haya estado menos tiempo fuera gana.

La clasificación se realiza según el número de victorias y derrotas obtenidas.

### Tutorial
Es un modo en el cual, gracias a la ayuda del conejo, practicaremos las acciones posibles de la lengua a través de 5 habitaciones.
- La primera habitación, practicaremos el ataque con la lengua venciendo a todos los enemigos inmóviles del escenario.
- La segunda habitación tenemos que derrotar a todos los enemigos bomba que hay. Para atacar a las bombas, que no se encuentran al alcance de nuestra lengua, utilizaremos de arma arrojadiza a los enemigos que nos traguemos.
- La tercera habitación, aprenderemos a utilizar su lengua de pértiga para los saltos hasta subir donde está la meta.
- La cuarta habitación, utilizaremos la lengua como gancho para llegar a la superficie donde están los palos de madera, sin tocar el suelo.
- En la última habitación, aprenderemos a usar los palos rotando sobre ellos para llegar a lugares todavía más lejanos.

Todas las habitaciones permiten guardar tu mejor tiempo. En este mundo nos enfrentaremos a espectros y a bolas de fuego. Al final de la fase, el espíritu de la casa nos atacará transformado en una especie de robot. Primero nos atacará con dos manos utilizando las bolas como brazos. Para derrotarlo, habrá que dañar a las bolas utilizando la lengua siguiendo cierto orden. Cuando acabemos con sus brazos, se transformará en un cañón que lanzará bolas. Para derrotarle, tendremos que conseguir absorber la mayor cantidad de bolas que nos lanzé y después devolvérselas impactándole la mayor cantidad posible sin tener que recargar.

### Ranking
En este modo podremos ver nuestro mejor tiempo en recorrer todos los mundos del modo historia.

## Créditos
El equipo encargado del trabajo fue Japan Supply System ( Sunsoft ) y los puestos de desarrollo fueron los siguientes:
- Productor Ejecutivo ( Executive Producer ): Katsumi Kawamura
- Productor ( Productor ): Taeko Nagata
- Diseñador del juego ( Original Game Design ): Hideyuki Nakashiki
- Director: Masaki Kumira
- Computer Arts: Takashi Makino, Yuki Tamura e Hiroyuki Morioka.
- Programadores ( Program ): Hideyuki Nakanishi, Masataka Imura, Takashi Sugioka, Masaki Kimura y Nasaomi Ishimoto.
- Diseñadores ( Graphic Arts ): Mitsugasu Nomoto y Hideki Shibagahi.
- Sonido y Música ( Sound and Music ): Takashi Sugioka, Takashi Makino, Yuuji Nakao, Nobuthosi Ichimiya, Koki Tochio, Tsutomu Washijima, Hiroshi Takami y Fumihiko Yamada.
- Testeadores ( Debugging Team ): Yuusuke Tabata, Shingo Matsumura y Makoto Maehira.
- Diseñador original del camaleón ( Original Chameleon Desing ): Tadashi Ohya.
- Diseñadores encargados de la jugabilidad ( Game Design ): Hideyuki Nakanishi, Takashi Makino, Yuki Tamura, Hiroyuki Morioka, Makoto Tanaka, Ai Nadatani y Akirot.
- Ayudante del productor ( Assistant Producer ): Syoji Ogama.
- Información Pública ( Public Information ): Yukako Okada y Sachiyo Nagomi.
- Nuestra más sincero gratitud ( Special Thanks to): Super Mario Club y Famimaga64.